# Монтерей
Вижте пояснителната страница за други значения на Монтерей.
Монтерей (на испански: Monterrey) е столица на североизточния мексикански щат Нуево Леон. Монтерей е с население от 1 133 814 жители (2005) и обща площ от 572 км². Монтерей е основан на 20 септември 1596 г.

## Известни личности
Родени в Монтерей
- Хесус Ареляно (р. 1973), футболист
- Ерика Буенфил (р. 1964), актриса
- Едит Гонсалес (р. 1964), актриса
- Никандро Диас Гонсалес (р. 1963), продуцент
- Глория Треви (р.1968), певица
- Естебан Гутиерес (р. 1991), автомобилен състезател
- Гилермо Гарсия Канту (р. 1960), актьор
- Алфонсо Рейес (1889-1959), писател
- Нора Салинас (р. 1976), актриса
- Джовани дос Сантос (р. 1989), футболист
- Джонатан дос Сантос (р. 1990), футболист
- Бланка Сото (р. 1979), актриса